# Кобахидзе, Ираклий Георгиевич
Ираклий Георгиевич Кобахидзе (груз. ირაკლი კობახიძე; род. 25 сентября 1978, Тбилиси) — грузинский политик и государственный деятель. Премьер-министр Грузии с 8 февраля 2024 года. Председатель парламента Грузии с 18 ноября 2016 по 21 июня 2019 года.

## Биография
Родился в Тбилиси. Отец — Георгий Кобахидзе, физик и депутат парламента Грузии в 1992—1999 годах. Окончил Тбилисский государственный университет по специальности «Право» в 2000 году, степень доктора философии получил в 2002 году в Институте государства и права Национальной академии наук Грузии. В 2006 году получил степень доктора права в Дюссельдорфском университете, читал лекции в грузинских университетах и был проект-менеджером Программы развития ООН. Участвовал в качестве эксперта в стратегических мероприятиях Совета Европы в Грузии, член комитета экспертов по правам человека и программах фонда «Открытое Общество».
В январе 2015 года вступил в партию «Грузинская мечта», заняв пост исполнительного секретаря. После победы на парламентских выборах 2016 года избран председателем парламента Грузии 18 ноября 2016 года. Избрание было раскритиковано оппозиционным Единым национальным движением как усугубляющее раскол общества.
21 июня 2019 года, после неудачного визита в Баку, вернулся в Грузию и на фоне антироссийских протестов в Тбилиси сообщил в интервью, что решил уйти в отставку с должности председателя парламента Грузии.
В начале 2021 года после ухода Бидзины Иванишвили из политики Кобахидзе занял пост председателя партии «Грузинская мечта — Демократическая Грузия».
В мае 2024 года Кобахидзе заявил, что в телефонном разговоре еврокомиссар по расширению Оливер Варгейи угрожал ему судьбой премьер-министра Словакии Роберта Фицо, на которого было совершено покушение, в случае принятия парламентом Грузии закона об «иностранных агентах».
17 сентября 2024 года заявил, что Грузия начала войну с Южной Осетией в 2008 году, выполняя задачу, полученную извне. Также он напомнил о заявлении основателя правящей партии «Грузинская мечта» Бидзины Иванишвили о том, что Тбилиси найдет в себе силы извиниться перед Южной Осетией за конфликт, развязанный президентом Михаилом Саакашвили.
По мнению грузинской оппозиции Ираклий Кобахидзе является пророссийским и антиевропейским политиком, который выступил с инициативой отложить переговоры о вступлении Грузии в Европейский Союз до 2028 года. По его заявлению, это решение объясняется необходимостью сосредоточиться на внутренних реформах, однако оно вызвало широкую критику как внутри страны, так и за её пределами, поскольку многие расценили это как шаг, направленный на сближение с Россией и удаление от Запада.

## Личная жизнь
Женат на Наталье Моцонелидзе, воспитывает двоих сыновей.